# إساءة معاملة المسنين

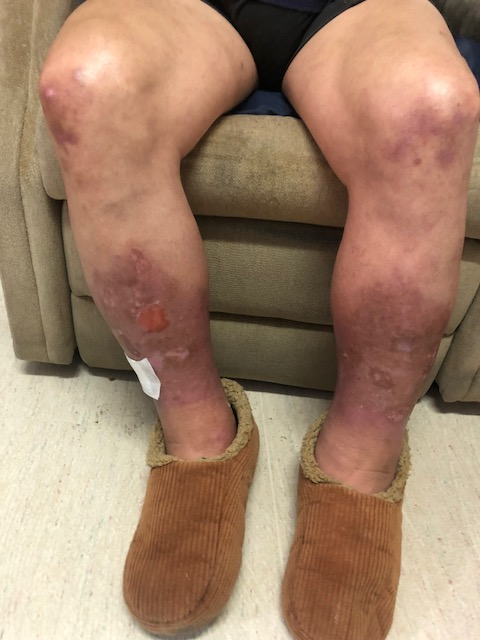
كدمات وتورم في ساقي رجل مسن إثر إساءة المعاملة في دار رعاية

إساءة معاملة كبار السن هي إهمال أو إساءة معاملة كبار السن من قبل شخص مسئول عن رعايتهم. ويمكن أن يكون إساءة المعاملة بدنيا أو نفسيا أو ماليا. وقد تتم إساءة معاملة المسنين في المنزل، أو في دور الإقامة، أو في المجتمع.
وتعتبر إساءة معاملة كبار السن قضية اجتماعية وصحية خطيرة تؤثر على المزيد من كبار السن في المجتمع الكندي. وتقدر نسبة كبار السن في أونتاريو ممن يتعرضون لشكل من أشكال إساءة المعاملة بما يتراوح بين 4 و10%.
يشمل الضرر الذي يتعرض له كبار السن ضرر الأشخاص الذين يعرفوهم، أو لديهم علاقة معهم، مثل الزوج أو الشريك أو أحد أفراد الأسرة، أو الصديق أو الجار، أو الأشخاص الذين يعتمد عليهم الشخص الأكبر سناً للحصول على الخدمات. تعتبر العديد من أشكال إساءة معاملة المسنين على أنها أنواع من العنف المنزلي أو العنف العائلي بسبب ارتكابها من أفراد الأسرة. من المعروف أيضاً أن بعض مقدمي الرعاية مدفوعي الأجر يسيئون لمرضاهم المسنين.
توجد مجموعة متنوعة من الحالات التي تُعتبر إساءة معاملة لكبار السن، لكنها لا تشمل النشاط الإجرامي العام تجاه كبار السن، مثل اقتحام المنازل أو «السلب» في الشارع أو «السطو عن طريق الإلهاء»، إذ يلهي شخص غريب شخصًا كبيرًا في السن على عتبة الباب بينما يدخل شخص آخر لسرقة ممتلكاته.
تعد إساءة معاملة المسنين من مقدمي الرعاية مشكلة عالمية. في عام 2002، لفتت منظمة الصحة العالمية الانتباه الدولي إلى قضية إساءة معاملة المسنين. على مر السنين، حددت الوكالات الحكومية والمجموعات المهنية المجتمعية، في جميع أنحاء العالم، أن إساءة معاملة المسنين تعد مشكلة اجتماعية.  في عام 2006، حددت الشبكة الدولية لمنع إساءة معاملة المسنين يوم 15 يونيو يوماً عالمياً للتوعية بإساءة معاملة المسنين، نظِّم عدد متزايد من المناسبات في جميع أنحاء العالم في هذا اليوم لزيادة الوعي بإساءة معاملة المسنين وتسليط الضوء على طرق لتحدي مثل هذه الانتهاكات.
على الرغم من توجيه بعض كبار السن الذين يعانون من الخرف أو المرض العقلي اتهامات كاذبة بالسرقة وغيرها من أشكال إساءة المعاملة لمقدمي الرعاية أو أفراد الأسرة، يجب التحقيق في جميع تقارير الإيذاء مهما كانت.

## الأنواع
على الرغم من وجود موضوعات مشتركة لإساءة معاملة كبار السن عبر الدول، توجد مظاهر فريدة تعتمد على التاريخ والثقافة والقوة الاقتصادية والتصورات المجتمعية لكبار السن داخل الدول نفسها. القاسم المشترك الأساسي هو استخدام القوة والسيطرة من الفرد للتأثير على رفاقه ووضع شخص أكبر سناً.
توجد عدة أنواع من الإساءة إلى كبار السن يُعترف بها عموماً على أنها إساءة معاملة لكبار السن، بما في ذلك:
- جسدي: مثل الضرب أو اللكم أو الصفع أو الحرق أو الدفع أو الركل أو التقييد أو السجن/الحجز غير المبرر أو إعطاء أدوية زائدة أو غير مناسبة ومنع العلاج والأدوية.
- نفسي/عاطفي: مثل إذلال شخص. السمة الشائعة هي أن المذنب يحدد شيئاً مهماً لشخص كبير في السن ثم يستخدمه لإجباره على فعل معين. قد تأخذ شكلاً لفظياً مثل الصراخ أو استخدام الأسماء أو السخرية أو الانتقاد المستمر أو الاتهام أو إلقاء اللوم أو قد تأخذ أشكالاً غير لفظية مثل التجاهل أو الصمت أو النبذ أو سحب المودة.
- الإساءة المالية لكبار السن: تُعرف أيضاً باسم الاستغلال المالي، والذي يتضمن اختلاس الموارد المالية من قِبل أحد أفراد الأسرة أو مقدمي الرعاية أو الغرباء، أو استخدام الوسائل المالية للسيطرة على الشخص أو تسهيل أنواع أخرى من إساءة المعاملة، وأحيانًا عدم دفع الدعم المالي لكبار السن الفقراء في الولايات القضائية التي لديها قوانين مسؤولية العناية بالأهل، مثل فرنسا وألمانيا ومعظم الولايات المتحدة.
- الجنسي: على سبيل المثال إجبار شخص على المشاركة في أي نشاط جنسي دون موافقته، بما في ذلك إجباره على المشاركة في محادثات ذات طابع جنسي ضد إرادته، والتي قد تشمل أيضاً مواقف التي لم يعد فيها الشخص قادراً على إعطاء الموافقة (الخرف).
- الإهمال: على سبيل المثال حرمان شخص من العلاج الطبي المناسب أو الطعام أو الحرارة أو الملابس أو الراحة أو الأدوية الأساسية أو حرمان أي شخص من الخدمات اللازمة لفرض أنواع معينة من الأفعال، المالية وغير ذلك. يمكن أن يشمل الإهمال ترك شخص مسن معرض للخطر (مثل خطر السقوط) دون مراقبة. قد يكون الحرمان عمداً (إهمال نشط) أو يحدث بسبب نقص المعرفة أو الموارد (إهمال خامل).

بالإضافة إلى ذلك، تعترف بعض قوانين الولايات الأمريكية أيضاً بما يلي كإساءة معاملة لكبار السن:
- الهجران: هجر شخص مُعال بقصد التخلي عنه أو تركه دون مراقبة في مكان لفترة زمنية قد تؤدي إلى تعريض صحته أو رعايته للخطر. [8]
- إساءة استخدام الحقوق: إنكار الحقوق المدنية والدستورية لكبير السن، وعدم إخبار المحكمة أنه عاجز عقلياً. هذا جانب من جوانب إساءة معاملة كبار السن التي يتم الاعتراف بها وتبنيها بشكل متزايد في مختلف الدول.
- إهمال الذات: أي شخص يهمل نفسه بعدم الاهتمام بصحته أو سلامته، يتم التعامل مع الإهمال الذاتي (الأذى الذي يلحقه بالذات) على أنه مختلف من الناحية النظرية عن الإيذاء (الأذى من الآخرين). يمكن أن يؤدي إهمال المسنين الذاتي إلى المرض أو الإصابة أو حتى الموت. وتشمل الاحتياجات الشائعة التي قد ينكرها كبار السن أو تجاهلها ما يلي: القوت (الطعام أو الماء)، النظافة (الاستحمام والنظافة الشخصية)، ملابس كافية للحماية من المناخ، ملجأ مناسب، سلامة كافية، محيط نظيف وصحي، العناية الطبية بالأمراض الخطيرة، والأدوية الأساسية.[9] غالباً ما يكون الإهمال الذاتي بسبب انخفاض الوعي أو القدرة الذهنية لدى الفرد. قد يختار بعض كبار السن حرمان أنفسهم من بعض مزايا الصحة أو السلامة، والتي قد لا تكون إهمالاً ذاتياً. قد يكون هذا ببساطة اختيارهم الشخصي. يجب على مقدمي الرعاية وغيرهم من الأفراد المسؤولين احترام هذه الخيارات إن كان الشخص الأكبر سناً سليمًا عقلياً. في حالات أخرى، قد يفتقر كبار السن إلى الموارد اللازمة، نتيجة للفقر، أو لحالة اجتماعية أخرى. هذا أيضاً لا يُعتبر «إهمالاً ذاتياً». [10]
- يشير الإيذاء المؤسسي إلى الأذى الجسدي أو النفسي، وكذلك انتهاكات الحقوق في الأماكن التي يتم فيها توفير الرعاية والمساعدة لكبار السن المعالين أو غيرهم، مثل دور رعاية المسنين. أفادت الدراسات الحديثة التي أجريت على حوالي 2000 شخص من سكان مرافق دور رعاية المسنين في الولايات المتحدة أن معدل إساءة المعاملة المتزايد بلغ 44 بالمئة ومعدل الإهمال بلغ 95 بالمئة،[11] ما يجعل إساءة معاملة المسنين في دور رعاية المسنين خطراً متزايداً. الإحصاءات الدقيقة نادرة بسبب إساءة معاملة المسنين بشكل عام وخاصة كونها حالة صامتة في دور رعاية المسنين.[12][13]

## إشارات تحذيرية
السبيل إلى منع الإساءة والتدخل لوضع حد لإساءة معاملة المسنين هو القدرة على التعرف على العلامات التحذيرية لحدوثها. تختلف علامات إساءة معاملة المسنين تبعاً لنوع إساءة المعاملة الذي تعاني منه الضحية. كل نوع من إساءة المعاملة لديه علامات مميزة مرتبطة به.
- يمكن الكشف عن الإيذاء الجسدي من خلال علامات واضحة على الجسم بما في ذلك الكدمات أو الندبات أو الالتواء أو كسر العظام. تشمل المؤشرات غير الواضحة على الإيذاء البدني علامات التقييد مثل علامات الحبل على المعصم، أو نظارات مكسورة. [14]
- غالباً ما تصاحب الإساءة العاطفية أنواع أخرى من الاعتداء ويمكن عادة الكشف عنها من خلال التغيرات في شخصية الشخص أو سلوكه. قد يظهر أيضاً كبار السن سلوكًا يحاكي الخرف، مثل الاهتزاز أو التمتمة. الإيذاء العاطفي هو أكثر الإساءات التي يتم الإبلاغ عنها لإساءة معاملة المسنين. تحدث إساءة معاملة المسنين عندما يفشل الشخص في التعامل مع أحد كبار السن باحترام ويشمل الإساءة اللفظية. يواجه الكبير في السن العزلة الاجتماعية أو عدم الاعتراف بهذا النوع من الإيذاء. بعض الدلائل على التأثيرات العاطفية لإساءة معاملة كبار السن هي أن الشخص البالغ لا يستجيب أو غير متواصل. يمكن أن يكونوا خائفين بشكل غير معقول، وأكثر عزلة، ولا يريدون أن يكونوا اجتماعيين كما كانوا من قبل. لا يتم الإبلاغ عن إساءة المعاملة العاطفية، لكن يمكن أن يكون له أكثر الآثار الضارة لأنه يؤدي إلى المزيد من مشاكل الصحة البدنية والعقلية.
- يعد الاستغلال المالي الشكل الأكثر مكراً من إساءة المعاملة، مقارنةً بالأنواع الأخرى، وقد يكون من الأصعب ملاحظته. تشمل علامات الاستغلال المالي السحوبات الكبيرة من الحسابات أو الممتلكات أو الأموال المفقودة من المنزل والفواتير غير المدفوعة والسلع أو الخدمات غير الضرورية.
- يمكن الكشف عن الإيذاء الجنسي، مثل الإيذاء البدني، عن طريق علامات واضحة على الجسم، وخاصة حول الثديين أو المنطقة التناسلية. علامات أخرى تشمل الالتهابات التي لا يمكن تفسيرها، والنزيف، وتمزيق الملابس الداخلية.
- الإهمال هو نوع من الإساءة لأنه يمكن أن يحدث إما عن طريق مقدم الرعاية أو الشخص نفسه. تشمل علامات الإهمال إساءة التغذية والجفاف وإساءة النظافة وعدم الالتزام بأدوية الوصفة الطبية وظروف معيشية غير آمنة.

بالإضافة إلى ملاحظة العلامات لدى الفرد المسن، يمكن أيضاً اكتشاف إساءة المعاملة من خلال مراقبة التغييرات في سلوك مقدم الرعاية. على سبيل المثال، قد لا يسمح لهم مقدم الرعاية بالتحدث إلى الزائرين أو استقبالهم، أو إظهار عدم مبالاة أو قلة المودة تجاه المسنين، أو الإشارة إلى المسن باعتباره عبئًا. مقدمو الرعاية الذين لديهم ماضي من تعاطي المخدرات أو المرض العقلي هم أكثر عرضة لارتكاب إساءة معاملة كبار السن من الأفراد الآخرين. 
يمكن أن تكون إساءة المعاملة في بعض الأحيان خفية، وبالتالي يصعب اكتشافها. بصرف النظر عن ذلك، تنصح منظمات التوعية والبحوث بأخذ أي شك على محمل الجد ومعالجة ذلك بشكل كاف وفوري.

### علامات على إساءة معاملة المسنين
- عظام مكسورة أو مشعورة
- إساءة المظهر الجسدي
- التغييرات في الحالة العقلية
- الالتهابات المتكررة
- كدمات أو جروح
- فقدان الوزن غير المبرر
- رفض الكلام
- علامات التجفاف
- قلة النظافة

## وصلات خارجية
- World Health Organization website